# Léon Séché
Léon Séché, né le 3 avril 1848 à Ancenis et mort le 5 mai 1914 à Nice, est un homme de lettres français, spécialiste de la Pléiade et du romantisme, à l'origine de la Revue illustrée de Bretagne et d'Anjou. Il est le père d’Alphonse Séché, également homme de lettres.

## Biographie
Né dans une famille d'humbles journaliers de souche ancienne, il fait ses études au collège Saint-Joseph d'Ancenis où il se montre très doué pour les lettres classiques. En 1869, il monte à Paris et entame une carrière dans la littérature et la poésie. Après des débuts un peu difficiles, il devient le secrétaire de son compatriote le sénateur Jules Simon, nommé ministre de l'Instruction publique en 1876.
Très attaché à son terroir, une fois revenu à la littérature, Léon Séché publie en 1879 Le Petit Lyré de Joachim du Bellay et en 1881 Contes et Figures de mon Pays. En 1889, il publie un roman qui avait pour cadre sa ville natale : Rose Epoudry. Sa devise était : «  Breton pour tenir, Angevin pour aimer ».
En 1890, il fonde et dirige la Revue des Provinces de l'Ouest. Auteur de nombreuses études d'histoire de la Renaissance et du romantisme, il est deux fois lauréat de l'Académie française. Parmi la trentaine d'ouvrages qu'il fait paraître, on peut retenir notamment ses études sur Joachim du Bellay, Lamartine, Vigny, Musset et Sainte-Beuve.
Il a publié de nombreux documents inédits concernant les auteurs présentés. Ses sources et ses ouvrages ont été utilisés par d’autres, souvent sans  que son nom soit mentionné.
L’Académie française lui décerne le prix Maillé-Latour-Landry en 1888 et le prix Saintour en 1903 pour les Œuvres complètes de Joachim du Bellay dans la Revue de la Renaissance.

## Postérité
Il a été honoré par la ville d'Ancenis, qui lui a élevé un monument en 1925 et donné son nom à un boulevard. Un quai à Rezé (Loire Atlantique) - orthographié Léon Sécher - porte son nom et la Ville de Nantes (Loire Atlantique) possède une rue Alphonse et Léon Séché.
Il existe depuis 1932 une rue Léon-Séché dans le 15e arrondissement de Paris.

## Œuvres
- Les griffes du lion (1871)
- Ave Maria, Librairie Didier, 1879
- Rose Epoudry, Roman, 1881.
- La Chanson de la vie, poésies. Couronné par l’Académie Française, Didier, 1889.
- Les derniers jansénistes, depuis la ruine de Port-Royal jusqu'à nos jours, 3 tomes, 1891, prix Marcelin Guérin de l’Académie française.
- Les origines du concordat (1894)
- Éducateurs et moralistes, Delagrave, 1895.
- Jules Simon, 1814-1896, Figures bretonnes, E. Lechevalier, 1898.
- Port Royal des Champs, Petit manuel du pèlerin, suivi par Racine au Port-Royal, L Chevalier, 1899.
- Alfred de Vigny et son temps, Paris, Félix Juven, 1900, prix Marcelin Guérin de l’Académie française en 1902
- Les œuvres poétiques de Jacques Pelletier du Mans, Revue de la Renaissance, 1904.
- Honoré de Balzac et ses démêlés avec Sainte-Beuve à propos de Port-Royal, Le Mercure de France, Paris, 1904.
- Revue de la Renaissance, organe interne des amis du XVIe siècle et de la Pléiade, paraissant sous la direction de Léon Séché. Couronné par l’Académie française.

## Publications régionalistes
- Le Petit Lyré de Joachim du Bellay, Didier, 1879.
- Contes et Figures de mon pays, Dentu, 1881.
- Œuvres choisies de Joachim du Bellay, Ed. du Monument, 1894.
- En collaboration, La Fête de Joachim du Bellay à Ancenis, 2 septembre 1894,  P., Librairie historique des Provinces, 1894.
- Joachim du Bellay et la Bretagne angevine (Recherches sur la Pléiade, I), illustrations de Jacques Pohier, P. Lechevalier, 1900.
- Joachim du Bellay, La défense de la langue française, Préface de Léon Séché, 1904.

## Études d’histoire romantique
- Alfred de Vigny et son temps, F. Juven, 1902. Prix Marcelin Guérin
- Sainte-Beuve, son esprit, ses idées, ses mœurs, Mercure de France, 1904.
- Correspondance inédite de Sainte-Beuve avec M.et Mme Juste Olivier, Mercure de France, 1904.
- Lamartine, de 1816 à 1830. Elvire et les Méditations, Mercure de France, 1905.
- Victor Hugo et les Poètes I, Le Cénacle de Joseph Delorme, Mercure de France, 1906.
- Alfred de Vigny I, La vie littéraire, Mercure de France, 1906.
- Alfred de Musset I L’homme et l’œuvre, les camarades (documents inédits),  Mercure de France, 1907.
- Alfred de Musset II Les Femmes, Mercure de France, 1907.
- Correspondance d’Alfred de Musset, 1827-1857, Mercure de France, 1907.
- Lettres inédites d’Hortense Allart de Méritens à Sainte-Beuve, Muses romantiques,  Mercure de France, 1908.
- Hortense Allart de Méritens, dans ses rapports avec Chateaubriand, Béranger, Lamennais,Sainte-Beuve, G.Sand et Mme d’Agoult, Muses romantiques, Mercure de France, 1908.
- Mme d’Arbouville, d’après sa correspondance  avec Sainte-Beuve, Mercure de France, 1909.
- Le Roman de Lamartine, Fayard, 1909.
- Le Cénacle de la Muse française, 1823-1827, Mercure de France, 1909.
- Victor Hugo et les Artistes II, Le Cénacle de Joseph Delorme, Mercure de France, 1910.
- Lettres d’amour d’Alfred de Musset à Aimée d’Alton, Mercure de France, 1910.
- Delphine Gay (Mme Girardin) dans ses rapports avec Lamartine, Victor Hugo, Balzac, Rachel, Jules Sandeau, Dumas, Eugène Sue et G.Sand, Muses romantiques,  Mercure de France, 1910.
- La jeunesse dorée sous Louis Philippe, Mercure de France, 1910.
- Les Amitiés de Lamartine, Mercure de France, 1911.
- Alfred de Vigny II La vie amoureuse, Mercure de France, 1913.

## Biographie
- Alphonse  Séché, Autour de Léon Séché, Petits souvenirs littéraires, Paris, Mercure de France, t. 231, 1er octobre-1er novembre 1931.